# Джеймс Ворд-Праус
Джеймс Ворд-Праус (англ. James Ward-Prowse, нар. 1 листопада 1994, Портсмут) — англійський футболіст, півзахисник «Вест Гем Юнайтед» і національної збірної Англії.

## Клубна кар'єра
Народився 1 листопада 1994 року в Портсмуті. Вихованець футбольної школи клубу «Саутгемптон». Дорослу футбольну кар'єру розпочав 2011 року в основній команді того ж клубу. Восени 2019 року провів свою 200-ту гру за команду в чемпіонатах Англії.
14 серпня 2023 року підписав онтракт на чотири роки з клубом «Вест Гем Юнайтед».

## Виступи за збірні
2010 року дебютував у складі юнацької збірної Англії (U-17), загалом на юнацькому рівні взяв участь у 18 іграх, відзначившись одним забитим голом.
Протягом 2013–2017 років залучався до складу молодіжної збірної Англії. На молодіжному рівні зіграв у 31 офіційному матчі, забив 6 голів.
Навесні 2017 року дебютував в офіційних матчах у складі національної збірної Англії. Вдруге вийшов на поле у формі головної англійської збірної лише роком пізніше — у березні 2019. 5 березня 2021 року забив дебютний м'яч за збірну у ворота збірної Сан-Марино у матчі кваліфікації до чемпіонату світу 2022 року.
| Дата      | Місто     | Господарі  | Результат | Гості  | Турнір            | Голи | Примітки |
| --------- | --------- | ---------- | --------- | ------ | ----------------- | ---- | -------- |
| 22-3-2017 | Лондон    | Німеччина  | 1 – 0     | Англія | товариський матч  | -    | 83'      |
| 25-3-2019 | Подгориця | Чорногорія | 1 – 5     | Англія | Відбір до ЧЄ 2020 | -    | 82'      |
| Усього    |           | Матчів     | 2         |        | Голів             | 0    |          |